# 奥埃勒维尔
奥埃勒维尔（法語：Oëlleville，法語發音：[ɔɛlvil] ⓘ）是法国大東部大區孚日省的一个市镇，属于讷沙托区。

## 地理
奥埃勒维尔（48°20'4"N, 6°1'14"E）面积10.08 平方千米，位于法国大東部大區孚日省，该省份为法国东北部内陆省份，北起默兹省和默尔特-摩泽尔省，西接上马恩省，南至上索恩省和贝尔福地区省，东临上莱茵省和下莱茵省。
与奥埃勒维尔接壤的市镇（或旧市镇、城区）包括：谢夫欧、博德里库尔、布莱默雷、克桑图瓦地区栋巴斯尔、小弗勒内勒、瑞万库尔、克桑图瓦地区鲁夫勒、托坦维尔。

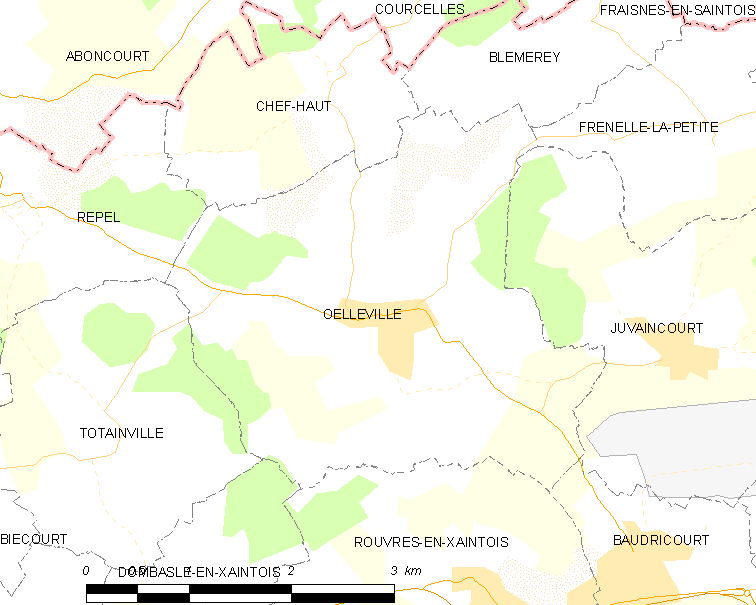
奥埃勒维尔的OSM定位图

奥埃勒维尔的时区为UTC+01:00、UTC+02:00（夏令时）。

## 行政
奥埃勒维尔的邮政编码为88500，INSEE市镇编码为88334。

## 政治
奥埃勒维尔所属的省级选区为米尔库尔县。

## 人口

1962-2008年间奥埃勒维尔人口变化图示

奥埃勒维尔于2022年1月1日时的人口数量为269人。